# 波尼托
波尼托（Poneto），美国印第安纳州韋爾斯縣的城镇，位于该县南部。总面积0.31平方公里，总人口166人（2010年）。